# Hymenophyllum praetervisum
Hymenophyllum praetervisum är en hinnbräkenväxtart som beskrevs av Christ. Hymenophyllum praetervisum ingår i släktet Hymenophyllum och familjen Hymenophyllaceae. Inga underarter finns listade.